# María Pilar Gullón Yturriaga
María Pilar Gullón Yturriaga (ur. 29 maja 1911 w Madrycie, zm. 28 października 1936 w Pola de Somiedo) – hiszpańska męczennica, ofiara wojny domowej w Hiszpanii, błogosławiona Kościoła katolickiego.

## Życiorys
Urodziła się w 1911 w Madrycie jako najstarsze z czwórki dzieci Manuela Gullón i Pilar Yturriagi. Jej ojciec był prawnikiem i deputowanym Partii Liberalnej. Maria natomiast wstąpiła do Akcji Katolickiej. Uczyła dzieci katechizmu, pomagała chorym. Gdy wybuchła wojna domowa w Hiszpanii Maria 18 lipca 1936 roku opuściła Madryt i udała się do Astorgii. W trakcie wojny służyła na froncie jako pielegniarka Czerwonego Krzyża. 27 października 1936 została uwięziona przez milicję republikańską. Milicjanci maltretowali ją i zgwałcili. 28 października 1936 roku około południa została zastrzelona w okolicach Pola de Somiedo. Jej ostatnie słowa brzmiały: „Viva España!”, „Viva Cristo Rey!” (hiszp. „Niech żyje Hiszpania!”, „Niech żyje Chrystus Król”).
11 czerwca 2019 papież Franciszek podpisał dekret o jej męczeństwie, co otworzyło drogę do jej beatyfikacji, która odbyła się 29 maja 2021 roku w katedrze w Astordze.